# Byrsochernes ecuadoricus
Byrsochernes ecuadoricus är en spindeldjursart som beskrevs av Beier 1959. Byrsochernes ecuadoricus ingår i släktet Byrsochernes och familjen blindklokrypare. Inga underarter finns listade.